# 2942 Cordie
A 2942 Cordie (ideiglenes jelöléssel 1932 BG) a Naprendszer kisbolygóövében található aszteroida. Karl Wilhelm Reinmuth fedezte fel 1932. január 29-én.